# Shahrestān di Rabor
Lo shahrestān di Rabor (farsi شهرستان رابر) è uno dei 23 shahrestān della provincia di Kerman, il capoluogo è Rabor; era in precedenza parte dello shahrestān di Baft. Lo shahrestān è suddivisa in 2 circoscrizioni (bakhsh): 
- Centrale (بخش مرکزی)
- Hanza (بخش نگین هنزا )